# 최상림
최상림(崔尙林, 1888년 11월 17일 ~ 1945년 5월 6일)은 대한민국의 종교인이자 독립 운동가이다. 최상림은 경남노회장으로 선출되어 일제강점기에 대한 운동을 이끈 남해지방을 중심으로 일제의 신사참배 강요에 불응 및 신사참배 반대운동을 전개했다. 그러나 일제에 의해 체포되어 1945년 조국은 해방을 앞둔 시기에 고문으로 인해 건강악화로 순국하였다. 1991년 건국훈장 애국장이 추서되었다.
경남 남해의 남해읍교회에 시무하시고 신사참배 반대 운동으로 경남지역 뿐만 아니라 전국적인 운동으로 승화시켰다.

## 생애
- 1888년 기장에서 태어남
- 1926년 조선예수교장로회신학교(일명 평양신학교)를 졸업하고, 그 해에 경남노회에서 목사안수를 받고 동래교회 위임목사로 부임하였다.
- 1933년 남해교회로 옮겼으며, 1937년 경남노회장에 선출되었다.
- 1938년들 6월 부산 해운대교회에서 열린 제41차 경남노회의 노회장이었고 이때 노회 차원에서 공식적인 신사참배반대 결의를 했다. 신사참배 반대 운동으로 만들어진 조직 외에 기존 교회 내에서 공식적으로 결정한 유일한 신사참배 반대였다.
- 1938년 10월 한상동 목사가 부산 초량교회에서 신사참배 항거설교를 한 것을 계기로 경남노회에서 신사참배반운동이 시작 되었는데, 이때 남해를 중심으로 신사참배반대운동을 전개했다. 그러다가 투옥되어 형무소에서 옥고를 치르던 중 1945년 해방을 눈앞에 둔 시점에 고문으로 인한 건강악화로 순국하였다.

## 사후
- 1991년 건국훈장 애국장이 추서되었다.

## 같이 보기
- 주기철
- 신사참배 강요
- 한상동

## 참고 자료
- 최상림 : 독립유공자 공훈록 - 국가보훈처
- 최상림 - 한국학중앙연구원
- 한국교회박해사(韓國敎會迫害史)(최훈, 예수교문서선교회, 1979
- 한국교회신앙체험사(고택구편, 복음세계사, 1954)
- 한국의 역사교회―(21) 부산 해운대교회 신사참배 반대 가결한 현장